# Kelojärvi (Jukkasjärvi socken, Lappland)
Kelojärvi är en sjö i Kiruna kommun i Lappland och ingår i Torneälvens huvudavrinningsområde. Sjön har en area på 0,0639 kvadratkilometer och ligger 383,2 meter över havet. Kelojärvi ligger i Torneträsk-Soppero fjällurskog Natura 2000-område.

## Delavrinningsområde
Kelojärvi ingår i det delavrinningsområde (756934-174190) som SMHI kallar för Ovan Alanen Siurujoki. Medelhöjden är 428 meter över havet och ytan är 32,79 kvadratkilometer. Räknas de 4 avrinningsområdena uppströms in blir den ackumulerade arean 124,71 kvadratkilometer. Ylinen Siurujoki som avvattnar avrinningsområdet har biflödesordning 3, vilket innebär att vattnet flödar genom totalt 3 vattendrag innan det når havet efter 378 kilometer. Avrinningsområdet består mestadels av skog (79 procent) och sankmarker (21 procent). Avrinningsområdet har 0,15 kvadratkilometer vattenytor vilket ger det en sjöprocent på 0,4 procent.